# Congothemis
Congothemis là một chi chuồn chuồn ngô thuộc họ Libellulidae. Nó gồm các loài:
- Congothemis apicalis
- Congothemis longistyla